# Louis Turmel
Pour les articles homonymes, voir Turmel.
Louis Turmel, né le 19 février 1866 à Trémargat (Côtes-du-Nord) et mort le 5 janvier 1919 à Fresnes (département de la Seine, aujourd'hui dans le Val-de-Marne), est un homme politique français. Maire de Loudéac et député, il est arrêté en 1917 pour intelligence avec l'ennemi et meurt en prison sans avoir été jugé. Un siècle plus tard, sa culpabilité semble avérée.

## Jeunesse et carrière politique
Fils de sabotier ayant perdu ses parents très jeune, il est enfant de chœur et étudie au petit séminaire de Plouguernével, puis il suit des études de droit et devient avoué à Loudéac. À trente ans, il reprend des études à l'École libre des sciences politiques et devient avocat. Il est élu conseiller général en 1904, puis maire de Loudéac en 1908, et enfin député des Côtes-du-Nord en 1910, inscrit au groupe radical. 

## Arrestation pour trahison
Alors que les réunions de la Chambre des députés se tiennent en comité secret, les Allemands semblent informés des débats et on recherche donc d'où vient la fuite.  
En juillet 1917, un huissier de la Chambre des députés trouve devant le vestiaire de Turmel (vestiaire qu'il partageait avec un autre député) une enveloppe vierge contenant 25 000 francs suisses. Ce dernier se rendait souvent en Suisse avec sa femme en villégiature. En septembre, l'affaire est révélée et devient un scandale public, amplifié par les ennemis politiques du député. Il est arrêté avec son épouse le mois suivant pour intelligence avec l'ennemi. Il meurt en 1919 à la prison de Fresnes, sa mort arrêtant les poursuites et les investigations.
Il est accusé lors de deux rencontres, en mars 1915 à l'ambassade d'Allemagne à Rome puis en mai 1916 avec le consul général allemand à Genève puis avec une délégation allemande à Berne, d'avoir proposé de renverser Raymond Poincaré et Aristide Briand et de vouloir monter un journal à sa solde, mais il lui aurait fallu un succès allemand pour y parvenir. Il aurait lors de ces rencontres transmis les débats de la chambre aux Allemands contre rémunération.  
On pensait que la vérité sur cette affaire ne serait jamais établie. Turmel aurait pu être victime d'un complot monté par un mouchard de Clemenceau. Celui-ci aurait quelque temps auparavant proposé une liasse de billets suisses au député Aristide Jobert pour qu'il renonce à son projet de création d'un journal. Jobert les avait refusés. On doit noter cependant que Clemenceau n'était pas au pouvoir quand l'affaire Turmel a commencé. Pour sa part, le journal L'Humanité dans un article, un temps bloqué par la censure, a dénoncé les procédures pour instruire le cas de Louis Turmel. Selon l'historien Jean-Baptiste Duroselle, les contacts entre Turmel et les Allemands sont attestés par les documents allemands.
La vérité a pu être établie en 2016 par les recherches de Pascal Beyls, sur la base des archives allemandes à Berlin. Au début de la guerre, Louis Turmel était criblé de dettes et imagina de vendre des informations aux Allemands. Une première tentative pour rencontrer l'ancien chancelier von Bülow à Rome le 11 mars 1915 échoua. Le 2 mai 1916, Turmel rencontra le consul allemand de Genève, Geissler, et ensuite l'ambassadeur von Romberg à Berne, le 13 mai. Il fournit des informations militaires qui seront contrôlées par Falkenhayn. Turmel prétend qu'il est pacifiste, que seuls des succès allemands permettront d'arriver à la paix. C'est pourquoi il veut donner des informations politiques et militaires. De plus, il veut fonder un groupe politique et pour cela il a besoin d'argent. Un accord se fera sur cette base. Cinq réunions auront lieu dont la dernière les 8 et 9 mai 1917. Il aura reçu des Allemands 350 000 francs suisses.
Bien qu'étranger à la fuite concernant les comités secrets de juin 1917, il était soupçonné par la police qui mit en place un piège : ce fut l'enveloppe de billets qui tomba de son placard et déclencha l'affaire.

## Mort et obsèques
Louis Turmel est mort le 5 janvier 1919 à la prison de Fresnes, avant son procès, sans doute de maladie. Il a été inhumé à Loudéac le 14 janvier, au milieu du mépris de ses concitoyens.